# Виру (болото)
Виру (эст. Viru raba) — верховое болото в национальном парке «Лахемаа» в Эстонии.
Расположено в бассейне реки Пудисоо. Находится к северу от автотрассы Таллинн — Нарва (восточнее поворота на город Локса). Болото окружено сосновым бором и небольшими песчаными дюнами.
Образовалось из некогда существовавшего озера Виру, которое начало зарастать 5 тыс. лет назад.
Над болотом проложена дощатая тропа (3,5 км), предназначенная для пеших путешествий, которой в сухое время года можно пройти без резиновой обуви. В центре болота построена деревянная смотровая башня для туристов. Вдоль маршрута установлены информационные стенды.
На болоте растёт сфагнум (Sphagnum), багульник (Ledum), клюква (Oxycoccus), брусника (Vaccinium vitis-idaea), росянка (Drosera) и другие.